# Juncus degenianus
Juncus degenianus là một loài thực vật có hoa trong họ Juncaceae. Loài này được Boros mô tả khoa học đầu tiên năm 1920.